# 王周 (五代)
王周（？—948年），魏州（今河北大名县）人，中国五代十国将领。
王周年轻时勇健，开始事奉后唐庄宗李存勖，任裨将，唐明宗时，以战功转任刺史。后晋建立后，跟随征讨范延光、安重荣之乱，以功授贝州永清军节度使，移镇泾州彰义军节度使。为人宽恕，革除弊政，与民休息，有善政的名声。后来历任邓州威胜军节度使、陕州保义军节度使、定州义武军节度使、镇州成德军节度使，为政宽惠，都有善政。后晋末年，归降契丹，再任邓州武胜军节度使、检校太师。后汉建立，移镇徐州武宁军节度使，加同平章事，在徐州去世。